# Pollicipes pollicipes

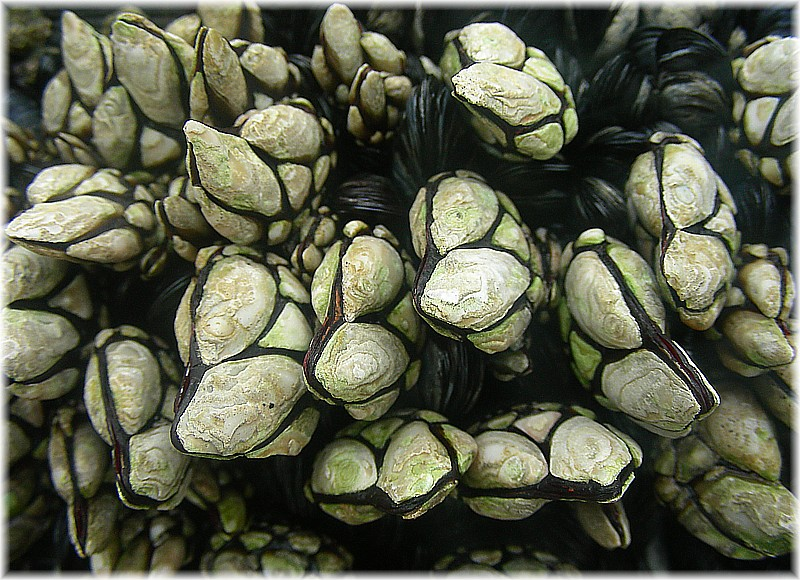
Percebe de Galicia, España.

El percebe (Pollicipes pollicipes) es un crustáceo cirrípedo de la familia Pollicipedidae que crece sobre rocas batidas por el oleaje. Se alimenta por filtración, ya que, debido a su carencia de extremidades, permanecen inmóviles adheridos a las rocas toda su vida adulta.

## Anatomía
El percebe adulto presenta dos partes claramente diferenciadas, parte superior o capítulo, y parte inferior o pedúnculo, que sería la parte que se fija a la roca.
La parte superior, el capítulo, corrientemente se conoce como la uña del percebe, debido al aspecto que le confieren una serie de placas calcáreas de color blanco grisáceo. Esta uña protege al animal del ataque de un posible depredador y por otro lado, lo protege de la desecación en los momentos de bajamar donde el nivel de agua desciende y el animal queda al aire.
Que esta parte esté especialmente protegida no es casualidad: bajo esas placas aparecen la mayor parte de los órganos vitales del percebe, en lo que se conoce el prosoma del percebe. Destacan seis pares de cirros y la boca, primer eslabón del aparato digestivo del animal. Los cirros actúan como apéndices móviles cuya función es captar el alimento del medio y transportarlo a la boca. Se cree que originariamente actuaban a modo de patas que permitían desplazarse al animal.
El capítulo presenta tres movimientos encargados de la coordinación en la alimentación del percebe. Un paquete muscular, el cirral, se encarga del movimiento de los cirros de búsqueda y captura del alimento; otro grupo de músculos se encarga de elevar el prosoma para poder extender los cirros fuera de la uña y así facilitar su función, y un tercer músculo, el lateral, permite la flexión del prosoma y facilita el transporte del alimento a la boca. Por otro lado, el capítulo posee otro músculo, el aductor, que posibilita la apertura y el cierre de la uña facilitando el funcionamiento del especial sistema circulatorio de los percebes, animales que no tienen corazón.
En el capítulo también se desarrolla la función respiratoria. A través de la superficie del tórax capta el oxígeno disuelto del agua y, debido a que presenta una baja capacidad para el transporte de oxígeno, el percebe debe desarrollarse en zonas costeras rocosas fuertemente batidas por el oleaje, por tanto, muy oxigenadas.
El percebe es un animal hermafrodita, por lo que cada individuo presenta dos sistemas reproductores: uno masculino y uno femenino. El aparato reproductor masculino se localiza en el prosoma. Está constituido por un par de testículos y un pene que se encuentra entre el último par de cirros. El aparato reproductor femenino se halla en el pedúnculo y está formado por dos ovarios.
Aunque se pueda llegar a pensar, el percebe no es capaz de autofecundarse, pues para reproducirse es necesario que intervengan dos individuos distintos, actuando uno como macho y otro como hembra.
En cuanto al pedúnculo, este presenta una forma cilíndrica y está recubierto por una fuerte piel. Su flexibilidad le permite contraerse, estirarse y moverse en cualquier dirección gracias a la acción de tres haces musculares. Estos movimientos, por un lado, facilitan la alimentación de percebe, ya que le permiten orientarse en la dirección de la corriente, y, por otro lado, tienen gran importancia a la hora de la reproducción facilitando el acercamiento de los aparatos reproductores de los dos adultos implicados en la cópula.
También en el pedúnculo aparece la glándula del cemento. En el momento de la fijación del percebe en el sustrato rocoso, esta glándula segrega un cemento que en el exterior solidifica contribuyendo a una fuerte adhesión del animal al sustrato.
Las dimensiones del pedúnculo, en contra de lo que se cree, no están relacionadas de manera directa con la edad del animal, pues tanto su grosor como su longitud son variables en función del estado de relajación de los músculos y, principalmente, del lugar donde vive el percebe (más gruesos y cortos en zonas más batidas por el mar, más delgados y largos los percebes localizados en grietas o lugares donde la corriente de agua les incide lateralmente).
Muchas especies de cirrípedos poseen los penes de mayor tamaño, en proporción al cuerpo, de todo el reino animal.

## Ciclo de vida
El período reproductor del percebe en Galicia comienza en marzo y finaliza en septiembre. Entre febrero y marzo, un 10-20 % de los percebes adultos realizan la cópula, pero es el segundo período reproductor, a principios de verano, en el que participan la inmensa mayoría de la población adulta.
Las larvas liberadas en la eclosión se incorporan al plancton marino y después de pasar siete fases larvarias presentarán una estructura que les permitirá adherirse al sustrato en un proceso denominado fijación. Todo este proceso, desde la eclosión de la larva hasta su fijación ya como juvenil dura aproximadamente dos meses. Esta fijación aún no es la definitiva, esta ocurre un par de meses después y es a partir de aquí cuando empieza el desarrollo del percebe. Se estima que emplean aproximadamente seis meses en alcanzar el tamaño comercial (25 mm de ancho de capítulo, 4 cm de longitud). 
Es importante saber que la madurez sexual la alcanzan a una longitud menor, por lo que aún no tendría interés comercial para los percebeiros y éstos les permiten copular y desovar antes de su extracción. Este problema, tan importante y perjudicial en otras especies marinas, aquí no presenta ese tipo de complicaciones.

## Larvas
Presenta nauplius de vida libre, que al desarrollarse se transforma en una larva cipris. Ambas son pelágicas, y pertenecen, durante esta etapa de su vida, al plancton (concretamente al meroplancton).

## Distribución
Se distribuye en las costas de Perú, México, las islas británicas, Francia, España peninsular, Portugal, las islas Canarias (España), Cabo Verde y Senegal. También se encuentra raramente en el mar Mediterráneo.

## Gastronomía

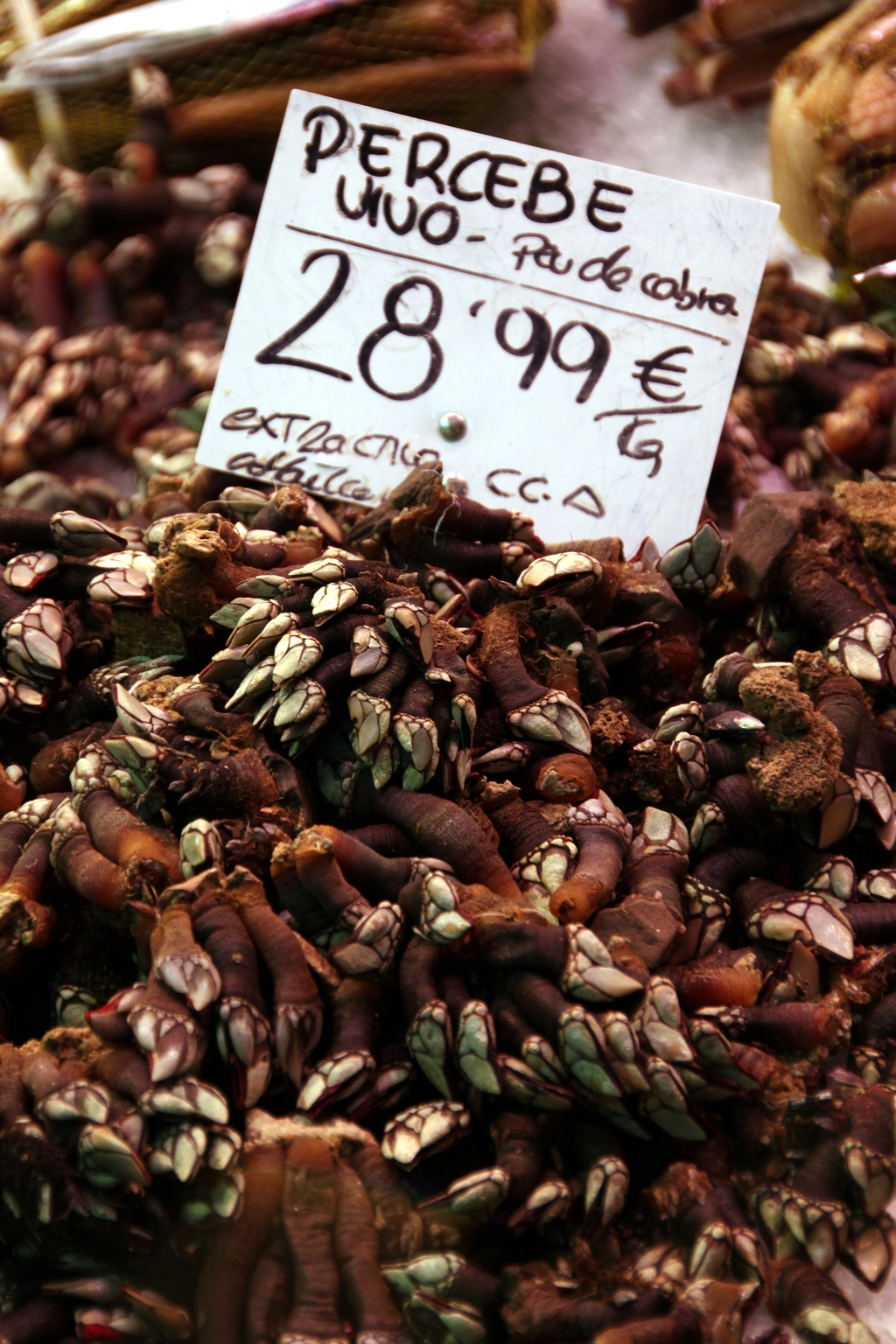
Venta de percebes en un mercado. Tradicionalmente es un marisco que destaca por su alto precio.

Se explota sobre todo desde el norte de España (Galicia, Asturias, Cantabria, y País Vasco) Portugal y Francia (especialmente en Belle Île), siendo la costa gallega uno de los mejores lugares para esta especie, que constituye un producto típico de su gastronomía. Se recoge manualmente en las rocas situadas en la zona intermareal de las rías, acantilados, islas, etc., con riesgo considerable para los operarios, localmente llamados percebeiros en gallego o lanpernariak en euskera. En todo el mar Cantábrico, la de percebes es una pesquería con un importante número de mariscadores.
La forma más habitual de consumir percebes es cociéndolos en agua con sal, a ser posible agua de mar, durante apenas dos minutos, enriqueciendo la cocción con una hoja de laurel. También se pueden freír a la plancha.[cita requerida]
La parte comestible es la que forma el pedúnculo. Su equivalente comestible americano es el picoroco.
El precio de este marisco suele ser bastante elevado principalmente por la peligrosidad y el riesgo que corren los operarios al cogerlo.[cita requerida]

## Creencias
En Europa, hasta bien entrada la Edad Moderna se creyó que algunas especies de gansos (las del género Branta) eran la metamorfosis madura de los percebes (llamándose en inglés barnacle(s) tanto a estos cirrípedos como a esas aves); éste era uno de los modos en que la gente burlaba el ayuno de carnes durante la cuaresma, dado que según el cristianismo durante ese período las únicas carnes que se pueden comer son las de pescados y mariscos. De este modo, las aves llamadas de la misma manera e incluso, en alguna ocasión, otras similares (ánsares, patos) eran clasificadas como pescado. Entre los argumentos para tan curiosa taxonomía estaba el hecho de que los percebes tienen apéndices que recuerdan a plumas y que, al tratarse de aves migratorias, no se conocían sus nidos ni crías.[cita requerida]